# Marynin (gmina Ruda-Huta)

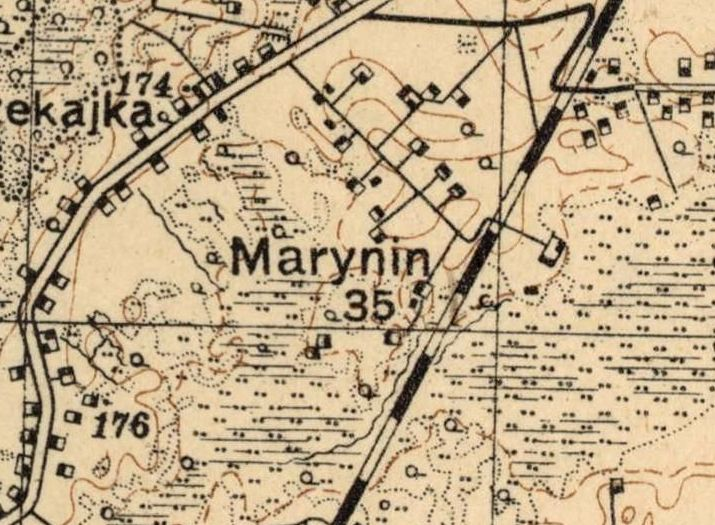
Marynin na mapie Wojskowego Instytutu Geograficznego z 1931 r.

Marynin – kolonia w Polsce położona w województwie lubelskim, w powiecie chełmskim, w gminie Ruda-Huta (do 1954 r. w gminie Staw). W latach 1975–1998 miejscowość należała administracyjnie do województwa chełmskiego.
Wierni Kościoła rzymskokatolickiego należą do parafii św. Stanisława i Niepokalanego Serca Najświętszej Maryi Panny w Rudzie-Hucie.

## Demografia
Miejscowość powstała w roku 1906 jako kolonia niemiecka. Według spisu powszechnego z roku 1921 miejscowość Marynin kolonia posiadała 20 domów i 106 mieszkańców z których 41 deklarowało narodowość polską, 15 rusińską a 50 niemiecką. W 1943 r. wieś liczyła 127 mieszkańców, w 1965 – 98, w 2000 – 80. 
Według Narodowego Spisu Powszechnego (III 2011 r.) liczyła 91 mieszkańców i była osiemnastą co do wielkości miejscowością gminy Ruda-Huta.